# Gave de Bious
Le gave de Bious est un ruisseau  qui traverse le département des Pyrénées-Atlantiques et un affluent du gave d'Ossau dans le bassin versant de l'Adour.

## Toponymie
Le toponyme Bious apparaît sous la forme 
Bius (1355, cartulaire d'Ossau). L'étymon ious courant dans de nombreux villages des Pyrénées signifie trou d'eau[Information douteuse].

## Géographie
D'une longueur de 11,9 kilomètres, il prend sa source sur la commune de Laruns (Pyrénées-Atlantiques), au nord du pic de la Gradillère (2 271 m), à l'altitude de 2 044 m.
Il coule du sud vers le nord-est et se jette dans le gave d'Ossau à Laruns, à l'altitude 1 008 mètres au lieu-dit Gabas.

## Communes et cantons traversés
Dans le seul département des Pyrénées-Atlantiques, le gave de Bious ne traverse qu'une seule commune et un canton : Laruns (source et confluence).
Soit en termes de cantons, le gave de Bious prend source et conflue dans le canton de Laruns, dans l'arrondissement d'Oloron-Sainte-Marie.

## Affluents
Le gave de Bious a six affluents référencés qui coulent sur la seule commune de Laruns :
- le ruisseau de Moundelhs (rd) 2,0 km ;
- le ruisseau de Magnabaigt (rd) 4,3 km ;
- l'arrec d'Aas (rg) 3,4 km ;
- le ruisseau de Rébec (rg) 2,4 km ;
- l'arrec d'Aule (rg) 4,3 km ;
- l'arrec de Houratatère (rg) 1,1 km.